# Liste des communes de Vaucluse
Pour les autres listes de communes françaises, voir Listes des communes de France.
| - Le Vaucluse en France métropolitaine. - Carte des communes de Vaucluse. |

Cette page liste les 151 communes du département français de Vaucluse au 1er janvier 2025.

## Liste des communes
Le tableau suivant donne la liste des communes au 1er janvier 2025, en précisant leur code Insee, leur code postal principal, leur arrondissement, leur canton, leur intercommunalité, leur superficie, leur population et leur densité, d'après les chiffres de l'Insee issus du recensement 2022,.
| Nom                          | Code Insee | Code postal | Arrondissement | Canton                        | Intercommunalité                          | Superficie (km2) | Population (dernière pop. légale) | Densité (hab./km2) | Modifier                                    |
| ---------------------------- | ---------- | ----------- | -------------- | ----------------------------- | ----------------------------------------- | ---------------- | --------------------------------- | ------------------ | ------------------------------------------- |
| Avignon (préfecture)         | 84007      | 84000 84140 | Avignon        | Avignon-1 Avignon-2 Avignon-3 | CA Grand Avignon                          | 64,91            | 91 760 (2022)                     | 1 414              | modifier les données · modifier les données |
| Althen-des-Paluds            | 84001      | 84210       | Carpentras     | Monteux                       | CA Les Sorgues du Comtat                  | 6,40             | 2 881 (2022)                      | 450                | modifier les données · modifier les données |
| Ansouis                      | 84002      | 84240       | Apt            | Pertuis                       | CC Communauté territoriale du Sud Luberon | 17,63            | 1 066 (2022)                      | 60                 | modifier les données · modifier les données |
| Apt                          | 84003      | 84400       | Apt            | Apt                           | CC Pays d'Apt-Luberon                     | 44,57            | 10 297 (2022)                     | 231                | modifier les données · modifier les données |
| Aubignan                     | 84004      | 84810       | Carpentras     | Carpentras                    | CA Ventoux-Comtat Venaissin               | 15,70            | 5 962 (2022)                      | 380                | modifier les données · modifier les données |
| Aurel                        | 84005      | 84390       | Carpentras     | Pernes-les-Fontaines          | CC Ventoux Sud                            | 28,90            | 186 (2022)                        | 6,4                | modifier les données · modifier les données |
| Auribeau                     | 84006      | 84400       | Apt            | Apt                           | CC Pays d'Apt-Luberon                     | 7,50             | 70 (2022)                         | 9,3                | modifier les données · modifier les données |
| Le Barroux                   | 84008      | 84330       | Carpentras     | Vaison-la-Romaine             | CA Ventoux-Comtat Venaissin               | 16,04            | 663 (2022)                        | 41                 | modifier les données · modifier les données |
| La Bastide-des-Jourdans      | 84009      | 84240       | Apt            | Pertuis                       | CC Communauté territoriale du Sud Luberon | 27,74            | 1 723 (2022)                      | 62                 | modifier les données · modifier les données |
| La Bastidonne                | 84010      | 84120       | Apt            | Pertuis                       | CC Communauté territoriale du Sud Luberon | 5,90             | 914 (2022)                        | 155                | modifier les données · modifier les données |
| Le Beaucet                   | 84011      | 84210       | Carpentras     | Pernes-les-Fontaines          | CA Ventoux-Comtat Venaissin               | 9,04             | 381 (2022)                        | 42                 | modifier les données · modifier les données |
| Beaumes-de-Venise            | 84012      | 84190       | Carpentras     | Monteux                       | CA Ventoux-Comtat Venaissin               | 18,89            | 2 428 (2022)                      | 129                | modifier les données · modifier les données |
| Beaumettes                   | 84013      | 84220       | Apt            | Apt                           | CA Luberon Monts de Vaucluse              | 2,59             | 308 (2022)                        | 119                | modifier les données · modifier les données |
| Beaumont-de-Pertuis          | 84014      | 84120       | Apt            | Pertuis                       | CC Communauté territoriale du Sud Luberon | 56,07            | 1 102 (2022)                      | 20                 | modifier les données · modifier les données |
| Beaumont-du-Ventoux          | 84015      | 84340       | Carpentras     | Vaison-la-Romaine             | CA Ventoux-Comtat Venaissin               | 28,16            | 307 (2022)                        | 11                 | modifier les données · modifier les données |
| Bédarrides                   | 84016      | 84370       | Avignon        | Sorgues                       | CA Les Sorgues du Comtat                  | 24,79            | 5 521 (2022)                      | 223                | modifier les données · modifier les données |
| Bédoin                       | 84017      | 84410       | Carpentras     | Pernes-les-Fontaines          | CA Ventoux-Comtat Venaissin               | 91,03            | 3 077 (2022)                      | 34                 | modifier les données · modifier les données |
| Blauvac                      | 84018      | 84570       | Carpentras     | Pernes-les-Fontaines          | CC Ventoux Sud                            | 20,80            | 555 (2022)                        | 27                 | modifier les données · modifier les données |
| Bollène                      | 84019      | 84500       | Carpentras     | Bollène                       | CC Rhône Lez Provence                     | 54,03            | 13 871 (2022)                     | 257                | modifier les données · modifier les données |
| Bonnieux                     | 84020      | 84480       | Apt            | Apt                           | CC Pays d'Apt-Luberon                     | 51,12            | 1 166 (2022)                      | 23                 | modifier les données · modifier les données |
| Brantes                      | 84021      | 84390       | Carpentras     | Vaison-la-Romaine             | CC Vaison Ventoux                         | 28,18            | 86 (2022)                         | 3,1                | modifier les données · modifier les données |
| Buisson                      | 84022      | 84110       | Carpentras     | Vaison-la-Romaine             | CC Vaison Ventoux                         | 9,49             | 256 (2022)                        | 27                 | modifier les données · modifier les données |
| Buoux                        | 84023      | 84480       | Apt            | Apt                           | CC Pays d'Apt-Luberon                     | 17,54            | 103 (2022)                        | 5,9                | modifier les données · modifier les données |
| Cabrières-d'Aigues           | 84024      | 84240       | Apt            | Pertuis                       | CC Communauté territoriale du Sud Luberon | 18,96            | 947 (2022)                        | 50                 | modifier les données · modifier les données |
| Cabrières-d'Avignon          | 84025      | 84220       | Apt            | Cheval-Blanc                  | CA Luberon Monts de Vaucluse              | 14,68            | 1 741 (2022)                      | 119                | modifier les données · modifier les données |
| Cadenet                      | 84026      | 84160       | Apt            | Cheval-Blanc                  | CC Communauté territoriale du Sud Luberon | 25,08            | 4 327 (2022)                      | 173                | modifier les données · modifier les données |
| Caderousse                   | 84027      | 84860       | Carpentras     | Orange                        | CC du Pays Réuni d'Orange                 | 32,39            | 2 541 (2022)                      | 78                 | modifier les données · modifier les données |
| Cairanne                     | 84028      | 84290       | Carpentras     | Vaison-la-Romaine             | CC Vaison Ventoux                         | 22,51            | 1 121 (2022)                      | 50                 | modifier les données · modifier les données |
| Camaret-sur-Aigues           | 84029      | 84850       | Carpentras     | Vaison-la-Romaine             | CC Aygues Ouvèze en Provence              | 17,53            | 4 549 (2022)                      | 259                | modifier les données · modifier les données |
| Caromb                       | 84030      | 84330       | Carpentras     | Monteux                       | CA Ventoux-Comtat Venaissin               | 17,98            | 3 469 (2022)                      | 193                | modifier les données · modifier les données |
| Carpentras                   | 84031      | 84200       | Carpentras     | Carpentras                    | CA Ventoux-Comtat Venaissin               | 37,92            | 30 854 (2022)                     | 814                | modifier les données · modifier les données |
| Caseneuve                    | 84032      | 84750       | Apt            | Apt                           | CC Pays d'Apt-Luberon                     | 18,11            | 519 (2022)                        | 29                 | modifier les données · modifier les données |
| Castellet-en-Luberon         | 84033      | 84400       | Apt            | Apt                           | CC Pays d'Apt-Luberon                     | 9,84             | 114 (2022)                        | 12                 | modifier les données · modifier les données |
| Caumont-sur-Durance          | 84034      | 84510       | Avignon        | Cavaillon                     | CA Grand Avignon                          | 18,23            | 5 499 (2022)                      | 302                | modifier les données · modifier les données |
| Cavaillon                    | 84035      | 84300       | Apt            | Cavaillon                     | CA Luberon Monts de Vaucluse              | 45,96            | 25 890 (2022)                     | 563                | modifier les données · modifier les données |
| Châteauneuf-de-Gadagne       | 84036      | 84470       | Avignon        | L'Isle-sur-la-Sorgue          | CC Pays des Sorgues Monts de Vaucluse     | 13,48            | 3 495 (2022)                      | 259                | modifier les données · modifier les données |
| Châteauneuf-du-Pape          | 84037      | 84230       | Carpentras     | Sorgues                       | CC du Pays Réuni d'Orange                 | 25,85            | 2 045 (2022)                      | 79                 | modifier les données · modifier les données |
| Cheval-Blanc                 | 84038      | 84460       | Apt            | Cheval-Blanc                  | CA Luberon Monts de Vaucluse              | 58,56            | 4 340 (2022)                      | 74                 | modifier les données · modifier les données |
| Courthézon                   | 84039      | 84350       | Carpentras     | Sorgues                       | CC du Pays Réuni d'Orange                 | 32,78            | 6 245 (2022)                      | 191                | modifier les données · modifier les données |
| Crestet                      | 84040      | 84110       | Carpentras     | Vaison-la-Romaine             | CC Vaison Ventoux                         | 11,48            | 418 (2022)                        | 36                 | modifier les données · modifier les données |
| Crillon-le-Brave             | 84041      | 84410       | Carpentras     | Pernes-les-Fontaines          | CA Ventoux-Comtat Venaissin               | 7,63             | 489 (2022)                        | 64                 | modifier les données · modifier les données |
| Cucuron                      | 84042      | 84160       | Apt            | Cheval-Blanc                  | CC Communauté territoriale du Sud Luberon | 32,68            | 1 849 (2022)                      | 57                 | modifier les données · modifier les données |
| Entraigues-sur-la-Sorgue     | 84043      | 84320       | Avignon        | Monteux                       | CA Grand Avignon                          | 16,57            | 8 888 (2022)                      | 536                | modifier les données · modifier les données |
| Entrechaux                   | 84044      | 84340       | Carpentras     | Vaison-la-Romaine             | CC Vaison Ventoux                         | 14,91            | 1 164 (2022)                      | 78                 | modifier les données · modifier les données |
| Faucon                       | 84045      | 84110       | Carpentras     | Vaison-la-Romaine             | CC Vaison Ventoux                         | 8,65             | 454 (2022)                        | 52                 | modifier les données · modifier les données |
| Flassan                      | 84046      | 84410       | Carpentras     | Pernes-les-Fontaines          | CA Ventoux-Comtat Venaissin               | 20,60            | 455 (2022)                        | 22                 | modifier les données · modifier les données |
| Fontaine-de-Vaucluse         | 84139      | 84800       | Avignon        | L'Isle-sur-la-Sorgue          | CC Pays des Sorgues Monts de Vaucluse     | 7,14             | 576 (2022)                        | 81                 | modifier les données · modifier les données |
| Gargas                       | 84047      | 84400       | Apt            | Apt                           | CC Pays d'Apt-Luberon                     | 14,90            | 3 020 (2022)                      | 203                | modifier les données · modifier les données |
| Gignac                       | 84048      | 84400       | Apt            | Apt                           | CC Pays d'Apt-Luberon                     | 8,15             | 73 (2022)                         | 9,0                | modifier les données · modifier les données |
| Gigondas                     | 84049      | 84190       | Carpentras     | Vaison-la-Romaine             | CA Ventoux-Comtat Venaissin               | 27,14            | 435 (2022)                        | 16                 | modifier les données · modifier les données |
| Gordes                       | 84050      | 84220       | Apt            | Apt                           | CA Luberon Monts de Vaucluse              | 48,04            | 1 664 (2022)                      | 35                 | modifier les données · modifier les données |
| Goult                        | 84051      | 84220       | Apt            | Apt                           | CC Pays d'Apt-Luberon                     | 23,77            | 1 067 (2022)                      | 45                 | modifier les données · modifier les données |
| Grambois                     | 84052      | 84240       | Apt            | Pertuis                       | CC Communauté territoriale du Sud Luberon | 31,20            | 1 204 (2022)                      | 39                 | modifier les données · modifier les données |
| Grillon                      | 84053      | 84600       | Carpentras     | Valréas                       | CC Enclave des Papes - Pays de Grignan    | 14,92            | 1 724 (2022)                      | 116                | modifier les données · modifier les données |
| L'Isle-sur-la-Sorgue         | 84054      | 84800       | Avignon        | L'Isle-sur-la-Sorgue          | CC Pays des Sorgues Monts de Vaucluse     | 44,57            | 20 315 (2022)                     | 456                | modifier les données · modifier les données |
| Jonquerettes                 | 84055      | 84450       | Avignon        | Le Pontet                     | CA Grand Avignon                          | 2,57             | 1 597 (2022)                      | 621                | modifier les données · modifier les données |
| Jonquières                   | 84056      | 84150       | Carpentras     | Sorgues                       | CC du Pays Réuni d'Orange                 | 23,87            | 5 213 (2022)                      | 218                | modifier les données · modifier les données |
| Joucas                       | 84057      | 84220       | Apt            | Apt                           | CC Pays d'Apt-Luberon                     | 8,29             | 348 (2022)                        | 42                 | modifier les données · modifier les données |
| Lacoste                      | 84058      | 84480       | Apt            | Apt                           | CC Pays d'Apt-Luberon                     | 10,66            | 453 (2022)                        | 42                 | modifier les données · modifier les données |
| Lafare                       | 84059      | 84190       | Carpentras     | Vaison-la-Romaine             | CA Ventoux-Comtat Venaissin               | 4,54             | 127 (2022)                        | 28                 | modifier les données · modifier les données |
| Lagarde-d'Apt                | 84060      | 84400       | Apt            | Apt                           | CC Pays d'Apt-Luberon                     | 21,79            | 30 (2022)                         | 1,4                | modifier les données · modifier les données |
| Lagarde-Paréol               | 84061      | 84290       | Carpentras     | Bollène                       | CC Aygues Ouvèze en Provence              | 9,29             | 321 (2022)                        | 35                 | modifier les données · modifier les données |
| Lagnes                       | 84062      | 84800       | Apt            | Cheval-Blanc                  | CA Luberon Monts de Vaucluse              | 16,93            | 1 707 (2022)                      | 101                | modifier les données · modifier les données |
| Lamotte-du-Rhône             | 84063      | 84840       | Carpentras     | Bollène                       | CC Rhône Lez Provence                     | 11,97            | 397 (2022)                        | 33                 | modifier les données · modifier les données |
| Lapalud                      | 84064      | 84840       | Carpentras     | Bollène                       | CC Rhône Lez Provence                     | 17,37            | 3 831 (2022)                      | 221                | modifier les données · modifier les données |
| Lauris                       | 84065      | 84360       | Apt            | Cheval-Blanc                  | CA Luberon Monts de Vaucluse              | 21,81            | 3 929 (2022)                      | 180                | modifier les données · modifier les données |
| Lioux                        | 84066      | 84220       | Apt            | Apt                           | CC Pays d'Apt-Luberon                     | 38,89            | 287 (2022)                        | 7,4                | modifier les données · modifier les données |
| Loriol-du-Comtat             | 84067      | 84870       | Carpentras     | Carpentras                    | CA Ventoux-Comtat Venaissin               | 11,29            | 2 481 (2022)                      | 220                | modifier les données · modifier les données |
| Lourmarin                    | 84068      | 84160       | Apt            | Cheval-Blanc                  | CA Luberon Monts de Vaucluse              | 20,18            | 1 031 (2022)                      | 51                 | modifier les données · modifier les données |
| Malaucène                    | 84069      | 84340       | Carpentras     | Vaison-la-Romaine             | CA Ventoux-Comtat Venaissin               | 45,33            | 2 759 (2022)                      | 61                 | modifier les données · modifier les données |
| Malemort-du-Comtat           | 84070      | 84570       | Carpentras     | Pernes-les-Fontaines          | CC Ventoux Sud                            | 11,92            | 1 952 (2022)                      | 164                | modifier les données · modifier les données |
| Maubec                       | 84071      | 84660       | Apt            | Cheval-Blanc                  | CA Luberon Monts de Vaucluse              | 9,13             | 1 915 (2022)                      | 210                | modifier les données · modifier les données |
| Mazan                        | 84072      | 84380       | Carpentras     | Pernes-les-Fontaines          | CA Ventoux-Comtat Venaissin               | 37,92            | 6 272 (2022)                      | 165                | modifier les données · modifier les données |
| Ménerbes                     | 84073      | 84560       | Apt            | Apt                           | CC Pays d'Apt-Luberon                     | 30,27            | 967 (2022)                        | 32                 | modifier les données · modifier les données |
| Mérindol                     | 84074      | 84360       | Apt            | Cheval-Blanc                  | CA Luberon Monts de Vaucluse              | 26,59            | 2 273 (2022)                      | 85                 | modifier les données · modifier les données |
| Méthamis                     | 84075      | 84570       | Carpentras     | Pernes-les-Fontaines          | CC Ventoux Sud                            | 36,81            | 453 (2022)                        | 12                 | modifier les données · modifier les données |
| Mirabeau                     | 84076      | 84120       | Apt            | Pertuis                       | CC Communauté territoriale du Sud Luberon | 31,66            | 1 434 (2022)                      | 45                 | modifier les données · modifier les données |
| Modène                       | 84077      | 84330       | Carpentras     | Pernes-les-Fontaines          | CA Ventoux-Comtat Venaissin               | 4,73             | 461 (2022)                        | 97                 | modifier les données · modifier les données |
| Mondragon                    | 84078      | 84430       | Carpentras     | Bollène                       | CC Rhône Lez Provence                     | 40,65            | 3 756 (2022)                      | 92                 | modifier les données · modifier les données |
| Monieux                      | 84079      | 84390       | Carpentras     | Pernes-les-Fontaines          | CC Ventoux Sud                            | 47,12            | 268 (2022)                        | 5,7                | modifier les données · modifier les données |
| Monteux                      | 84080      | 84170       | Carpentras     | Monteux                       | CA Les Sorgues du Comtat                  | 39,02            | 13 159 (2022)                     | 337                | modifier les données · modifier les données |
| Morières-lès-Avignon         | 84081      | 84310       | Avignon        | Avignon-3                     | CA Grand Avignon                          | 10,35            | 8 996 (2022)                      | 869                | modifier les données · modifier les données |
| Mormoiron                    | 84082      | 84570       | Carpentras     | Pernes-les-Fontaines          | CC Ventoux Sud                            | 25,03            | 1 882 (2022)                      | 75                 | modifier les données · modifier les données |
| Mornas                       | 84083      | 84550       | Carpentras     | Bollène                       | CC Rhône Lez Provence                     | 26,09            | 2 530 (2022)                      | 97                 | modifier les données · modifier les données |
| La Motte-d'Aigues            | 84084      | 84240       | Apt            | Pertuis                       | CC Communauté territoriale du Sud Luberon | 14,63            | 1 418 (2022)                      | 97                 | modifier les données · modifier les données |
| Murs                         | 84085      | 84220       | Apt            | Apt                           | CC Pays d'Apt-Luberon                     | 31,27            | 390 (2022)                        | 12                 | modifier les données · modifier les données |
| Oppède                       | 84086      | 84580       | Apt            | Apt                           | CA Luberon Monts de Vaucluse              | 24,10            | 1 285 (2022)                      | 53                 | modifier les données · modifier les données |
| Orange                       | 84087      | 84100       | Carpentras     | Orange                        | CC du Pays Réuni d'Orange                 | 74,20            | 29 357 (2022)                     | 396                | modifier les données · modifier les données |
| Pernes-les-Fontaines         | 84088      | 84210       | Carpentras     | Pernes-les-Fontaines          | CA Les Sorgues du Comtat                  | 51,12            | 10 433 (2022)                     | 204                | modifier les données · modifier les données |
| Pertuis                      | 84089      | 84120       | Apt            | Pertuis                       | Métropole d'Aix-Marseille-Provence        | 66,23            | 19 764 (2022)                     | 298                | modifier les données · modifier les données |
| Peypin-d'Aigues              | 84090      | 84240       | Apt            | Pertuis                       | CC Communauté territoriale du Sud Luberon | 17,36            | 663 (2022)                        | 38                 | modifier les données · modifier les données |
| Piolenc                      | 84091      | 84420       | Carpentras     | Orange                        | CC Aygues Ouvèze en Provence              | 24,80            | 5 679 (2022)                      | 229                | modifier les données · modifier les données |
| Le Pontet                    | 84092      | 84130       | Avignon        | Le Pontet                     | CA Grand Avignon                          | 10,77            | 17 985 (2022)                     | 1 670              | modifier les données · modifier les données |
| Puget                        | 84093      | 84360       | Apt            | Cheval-Blanc                  | CA Luberon Monts de Vaucluse              | 17,90            | 881 (2022)                        | 49                 | modifier les données · modifier les données |
| Puyméras                     | 84094      | 84110       | Carpentras     | Vaison-la-Romaine             | CC Vaison Ventoux                         | 14,59            | 584 (2022)                        | 40                 | modifier les données · modifier les données |
| Puyvert                      | 84095      | 84160       | Apt            | Cheval-Blanc                  | CA Luberon Monts de Vaucluse              | 9,78             | 842 (2022)                        | 86                 | modifier les données · modifier les données |
| Rasteau                      | 84096      | 84110       | Carpentras     | Vaison-la-Romaine             | CC Vaison Ventoux                         | 18,81            | 791 (2022)                        | 42                 | modifier les données · modifier les données |
| Richerenches                 | 84097      | 84600       | Carpentras     | Valréas                       | CC Enclave des Papes - Pays de Grignan    | 10,96            | 539 (2022)                        | 49                 | modifier les données · modifier les données |
| Roaix                        | 84098      | 84110       | Carpentras     | Vaison-la-Romaine             | CC Vaison Ventoux                         | 5,83             | 622 (2022)                        | 107                | modifier les données · modifier les données |
| Robion                       | 84099      | 84440       | Apt            | Cheval-Blanc                  | CA Luberon Monts de Vaucluse              | 17,70            | 4 803 (2022)                      | 271                | modifier les données · modifier les données |
| La Roque-Alric               | 84100      | 84190       | Carpentras     | Vaison-la-Romaine             | CA Ventoux-Comtat Venaissin               | 4,87             | 51 (2022)                         | 10                 | modifier les données · modifier les données |
| La Roque-sur-Pernes          | 84101      | 84210       | Carpentras     | Pernes-les-Fontaines          | CA Ventoux-Comtat Venaissin               | 11,03            | 431 (2022)                        | 39                 | modifier les données · modifier les données |
| Roussillon                   | 84102      | 84220       | Apt            | Apt                           | CC Pays d'Apt-Luberon                     | 29,77            | 1 318 (2022)                      | 44                 | modifier les données · modifier les données |
| Rustrel                      | 84103      | 84400       | Apt            | Apt                           | CC Pays d'Apt-Luberon                     | 28,26            | 682 (2022)                        | 24                 | modifier les données · modifier les données |
| Sablet                       | 84104      | 84110       | Carpentras     | Vaison-la-Romaine             | CC Vaison Ventoux                         | 11,10            | 1 433 (2022)                      | 129                | modifier les données · modifier les données |
| Saignon                      | 84105      | 84400       | Apt            | Apt                           | CC Pays d'Apt-Luberon                     | 19,60            | 922 (2022)                        | 47                 | modifier les données · modifier les données |
| Saint-Christol               | 84107      | 84390       | Carpentras     | Pernes-les-Fontaines          | CC Ventoux Sud                            | 46,08            | 1 416 (2022)                      | 31                 | modifier les données · modifier les données |
| Saint-Didier                 | 84108      | 84210       | Carpentras     | Pernes-les-Fontaines          | CA Ventoux-Comtat Venaissin               | 3,62             | 2 192 (2022)                      | 606                | modifier les données · modifier les données |
| Saint-Hippolyte-le-Graveyron | 84109      | 84330       | Carpentras     | Monteux                       | CA Ventoux-Comtat Venaissin               | 4,94             | 170 (2022)                        | 34                 | modifier les données · modifier les données |
| Saint-Léger-du-Ventoux       | 84110      | 84390       | Carpentras     | Vaison-la-Romaine             | CC Vaison Ventoux                         | 19,29            | 27 (2022)                         | 1,4                | modifier les données · modifier les données |
| Saint-Marcellin-lès-Vaison   | 84111      | 84110       | Carpentras     | Vaison-la-Romaine             | CC Vaison Ventoux                         | 3,56             | 335 (2022)                        | 94                 | modifier les données · modifier les données |
| Saint-Martin-de-Castillon    | 84112      | 84750       | Apt            | Apt                           | CC Pays d'Apt-Luberon                     | 38,21            | 695 (2022)                        | 18                 | modifier les données · modifier les données |
| Saint-Martin-de-la-Brasque   | 84113      | 84760       | Apt            | Pertuis                       | CC Communauté territoriale du Sud Luberon | 5,64             | 811 (2022)                        | 144                | modifier les données · modifier les données |
| Saint-Pantaléon              | 84114      | 84220       | Apt            | Apt                           | CC Pays d'Apt-Luberon                     | 0,78             | 207 (2022)                        | 265                | modifier les données · modifier les données |
| Saint-Pierre-de-Vassols      | 84115      | 84330       | Carpentras     | Pernes-les-Fontaines          | CA Ventoux-Comtat Venaissin               | 4,93             | 504 (2022)                        | 102                | modifier les données · modifier les données |
| Saint-Romain-en-Viennois     | 84116      | 84110       | Carpentras     | Vaison-la-Romaine             | CC Vaison Ventoux                         | 9,00             | 860 (2022)                        | 96                 | modifier les données · modifier les données |
| Saint-Roman-de-Malegarde     | 84117      | 84290       | Carpentras     | Vaison-la-Romaine             | CC Vaison Ventoux                         | 8,21             | 339 (2022)                        | 41                 | modifier les données · modifier les données |
| Saint-Saturnin-lès-Apt       | 84118      | 84490       | Apt            | Apt                           | CC Pays d'Apt-Luberon                     | 75,79            | 2 986 (2022)                      | 39                 | modifier les données · modifier les données |
| Saint-Saturnin-lès-Avignon   | 84119      | 84450       | Avignon        | Le Pontet                     | CA Grand Avignon                          | 6,25             | 5 211 (2022)                      | 834                | modifier les données · modifier les données |
| Saint-Trinit                 | 84120      | 84390       | Carpentras     | Pernes-les-Fontaines          | CC Ventoux Sud                            | 16,66            | 120 (2022)                        | 7,2                | modifier les données · modifier les données |
| Sainte-Cécile-les-Vignes     | 84106      | 84290       | Carpentras     | Bollène                       | CC Aygues Ouvèze en Provence              | 19,82            | 2 639 (2022)                      | 133                | modifier les données · modifier les données |
| Sannes                       | 84121      | 84240       | Apt            | Pertuis                       | CC Communauté territoriale du Sud Luberon | 4,60             | 292 (2022)                        | 63                 | modifier les données · modifier les données |
| Sarrians                     | 84122      | 84260       | Carpentras     | Monteux                       | CA Ventoux-Comtat Venaissin               | 37,49            | 5 834 (2022)                      | 156                | modifier les données · modifier les données |
| Sault                        | 84123      | 84390       | Carpentras     | Pernes-les-Fontaines          | CC Ventoux Sud                            | 111,15           | 1 348 (2022)                      | 12                 | modifier les données · modifier les données |
| Saumane-de-Vaucluse          | 84124      | 84800       | Avignon        | L'Isle-sur-la-Sorgue          | CC Pays des Sorgues Monts de Vaucluse     | 20,81            | 890 (2022)                        | 43                 | modifier les données · modifier les données |
| Savoillan                    | 84125      | 84390       | Carpentras     | Vaison-la-Romaine             | CC Vaison Ventoux                         | 8,81             | 74 (2022)                         | 8,4                | modifier les données · modifier les données |
| Séguret                      | 84126      | 84110       | Carpentras     | Vaison-la-Romaine             | CC Vaison Ventoux                         | 21,04            | 773 (2022)                        | 37                 | modifier les données · modifier les données |
| Sérignan-du-Comtat           | 84127      | 84830       | Carpentras     | Bollène                       | CC Aygues Ouvèze en Provence              | 19,82            | 2 896 (2022)                      | 146                | modifier les données · modifier les données |
| Sivergues                    | 84128      | 84400       | Apt            | Apt                           | CC Pays d'Apt-Luberon                     | 9,39             | 44 (2022)                         | 4,7                | modifier les données · modifier les données |
| Sorgues                      | 84129      | 84700       | Avignon        | Sorgues                       | CA Les Sorgues du Comtat                  | 33,40            | 19 030 (2022)                     | 570                | modifier les données · modifier les données |
| Suzette                      | 84130      | 84190       | Carpentras     | Vaison-la-Romaine             | CA Ventoux-Comtat Venaissin               | 6,75             | 111 (2022)                        | 16                 | modifier les données · modifier les données |
| Taillades                    | 84131      | 84300       | Apt            | Cheval-Blanc                  | CA Luberon Monts de Vaucluse              | 6,86             | 1 998 (2022)                      | 291                | modifier les données · modifier les données |
| Le Thor                      | 84132      | 84250       | Avignon        | L'Isle-sur-la-Sorgue          | CC Pays des Sorgues Monts de Vaucluse     | 35,53            | 8 887 (2022)                      | 250                | modifier les données · modifier les données |
| La Tour-d'Aigues             | 84133      | 84240       | Apt            | Pertuis                       | CC Communauté territoriale du Sud Luberon | 41,30            | 4 375 (2022)                      | 106                | modifier les données · modifier les données |
| Travaillan                   | 84134      | 84850       | Carpentras     | Vaison-la-Romaine             | CC Aygues Ouvèze en Provence              | 17,65            | 721 (2022)                        | 41                 | modifier les données · modifier les données |
| Uchaux                       | 84135      | 84100       | Carpentras     | Bollène                       | CC Aygues Ouvèze en Provence              | 18,48            | 1 702 (2022)                      | 92                 | modifier les données · modifier les données |
| Vacqueyras                   | 84136      | 84190       | Carpentras     | Vaison-la-Romaine             | CA Ventoux-Comtat Venaissin               | 8,97             | 1 192 (2022)                      | 133                | modifier les données · modifier les données |
| Vaison-la-Romaine            | 84137      | 84110       | Carpentras     | Vaison-la-Romaine             | CC Vaison Ventoux                         | 26,99            | 5 920 (2022)                      | 219                | modifier les données · modifier les données |
| Valréas                      | 84138      | 84600       | Carpentras     | Valréas                       | CC Enclave des Papes - Pays de Grignan    | 57,97            | 9 285 (2022)                      | 160                | modifier les données · modifier les données |
| Vaugines                     | 84140      | 84160       | Apt            | Cheval-Blanc                  | CA Luberon Monts de Vaucluse              | 15,55            | 556 (2022)                        | 36                 | modifier les données · modifier les données |
| Vedène                       | 84141      | 84270       | Avignon        | Le Pontet                     | CA Grand Avignon                          | 11,18            | 11 799 (2022)                     | 1 055              | modifier les données · modifier les données |
| Velleron                     | 84142      | 84740       | Avignon        | Le Pontet                     | CA Grand Avignon                          | 16,39            | 3 138 (2022)                      | 191                | modifier les données · modifier les données |
| Venasque                     | 84143      | 84210       | Carpentras     | Pernes-les-Fontaines          | CA Ventoux-Comtat Venaissin               | 35,01            | 1 069 (2022)                      | 31                 | modifier les données · modifier les données |
| Viens                        | 84144      | 84750       | Apt            | Apt                           | CC Pays d'Apt-Luberon                     | 34,59            | 624 (2022)                        | 18                 | modifier les données · modifier les données |
| Villars                      | 84145      | 84400       | Apt            | Apt                           | CC Pays d'Apt-Luberon                     | 30,05            | 770 (2022)                        | 26                 | modifier les données · modifier les données |
| Villedieu                    | 84146      | 84110       | Carpentras     | Vaison-la-Romaine             | CC Vaison Ventoux                         | 11,38            | 480 (2022)                        | 42                 | modifier les données · modifier les données |
| Villelaure                   | 84147      | 84530       | Apt            | Pertuis                       | CC Communauté territoriale du Sud Luberon | 18,25            | 3 395 (2022)                      | 186                | modifier les données · modifier les données |
| Villes-sur-Auzon             | 84148      | 84570       | Carpentras     | Pernes-les-Fontaines          | CC Ventoux Sud                            | 27,08            | 1 292 (2022)                      | 48                 | modifier les données · modifier les données |
| Violès                       | 84149      | 84150       | Carpentras     | Vaison-la-Romaine             | CC Aygues Ouvèze en Provence              | 14,79            | 1 745 (2022)                      | 118                | modifier les données · modifier les données |
| Visan                        | 84150      | 84820       | Carpentras     | Valréas                       | CC Enclave des Papes - Pays de Grignan    | 41,07            | 1 875 (2022)                      | 46                 | modifier les données · modifier les données |
| Vitrolles-en-Lubéron         | 84151      | 84240       | Apt            | Pertuis                       | CC Communauté territoriale du Sud Luberon | 16,15            | 199 (2022)                        | 12                 | modifier les données · modifier les données |
| Vaucluse                     | 84         |             |                |                               |                                           | 3 567,00         | 568 702 (2022)                    | 159                | modifier les données                        |